# Karrenmühle (Adelshofen)
Karrenmühle ist ein Wohnplatz der Gemeinde Adelshofen im Landkreis Ansbach (Mittelfranken, Bayern).

## Geografie
Das Einöde liegt an der Tauber und trägt eine eigene Hausnummer. Sie bildet mit Tauberscheckenbach im Nordwesten eine geschlossene Siedlung.

## Geschichte
Karrenmühle lag im Fraischbezirk der Reichsstadt Rothenburg. Diese war auch Grundherr des Anwesens. Gegen Ende des 18. Jahrhunderts wurde sie als unterschlächtige Mühle beschrieben, die drei Mahlgänge und einen Gerbgang hatte und zugleich ein Schneidwerk betrieb. Sie wurde alternativ auch als „Obermühle“ bezeichnet. Ursprünglich trug die Karrenmühle die Haus-Nr. 22 des Ortes Tauberscheckenbach. Mit dem ersten Gemeindeedikt wurde Karrenmühle 1808 dem Steuerdistrikt Bettwar und mit dem zweiten Gemeindeedikt 1818 der Ruralgemeinde Tauberscheckenbach zugewiesen. Am 1. Juli 1972 wurde Karrenmühle im Zuge der Gebietsreform in Bayern mit Tauberscheckenbach nach Adelshofen eingemeindet.